# Macrocarpaea jalca
Macrocarpaea jalca är en gentianaväxtart som beskrevs av Jason Randall Grant. Macrocarpaea jalca ingår i släktet Macrocarpaea och familjen gentianaväxter. Inga underarter finns listade i Catalogue of Life.